# 黃重 (景泰進士)
黃重（1417年—？），字金重，江西吉水縣人，順天府宛平縣富戶籍，明朝政治人物。同進士出身。

## 生平
景泰元年（1450年）庚午科順天府鄉試第八名。景泰二年（1451年）辛未科會試第一百七十七名，殿試登進士第三甲第一百二十名。

## 家族
曾祖父黃壽慶。祖父黃學淵。父亲黃貴復。